# 柳沢孝
柳沢 孝（柳澤 孝、やなぎさわ たか、女性、1926年1月16日 - 2003年9月6日）は、日本の美術史家。専門は仏教絵画史。東京文化財研究所名誉研究員。

## 生涯
1926年1月16日、長野県上田市に生まれる。1943年3月、長野県立上田高等女学校を卒業。1945年9月、日本女子大学校国文科卒業。1946年に帝国美術院付属美術研究所（現・東京文化財研究所）に入り、美術部長などを務めた後、東京芸術大学客員教授に就任する。
1960年「醍醐寺五重塔の壁画」(共同研究)で学士院恩賜賞を受賞。上野アキとともに、女性として初めての受賞者となった。
1987年3月、東京文化財研究所を定年退職する。1996年勲四等宝冠章を受章。
著書に「当麻寺 大和の古寺」、「扇面法華経の研究」(共著)などがある。
2003年9月6日、急性心不全のため享年77歳にて死去。同年10月31日に東京文化財研究所で偲ぶ会が行われた。